# Lasioglossum lebedevi
Lasioglossum lebedevi là một loài Hymenoptera trong họ Halictidae. Loài này được Ebmer mô tả khoa học năm 1972.